# Danh sách phim có doanh thu cao nhất tại Pháp
100 bộ phim ăn khách nhất tại Pháp (Box-office français) dựa theo thống kê của CNC, số liệu thống kê ngày 19 tháng 6 năm 2015. Số khán giả tính từ năm công chiếu đến thời điểm thống kê. Thống kê này không có ý nghĩa so sánh chất lượng các phim.

## 100 phim ăn khách nhất
Theo số liệu thống kê này thì:
- Hoa Kỳ: 51 bộ phim
- Pháp: 46 phim
- Anh: 2 phim
- Ý: một bộ phim

màu   chỉ ra những bộ phim đang được phát sóng.
| Thứ hạng | Tên phim                                          | Đạo diễn                 | Năm công chiếu | Tổng khán giả | Quốc gia |
| -------- | ------------------------------------------------- | ------------------------ | -------------- | ------------- | -------- |
| 1        | Titanic                                           | James Cameron            | 1997           | 21.774.181    |          |
| 2        | Bienvenue chez les Ch'tis                         | Dany Boon                | 2008           | 20.489.303    |          |
| 3        | Intouchables                                      | E.Toledano / O.Nakache   | 2011           | 19.490.688    |          |
| 4        | Nàng Bạch Tuyết và bảy chú lùn                    | David Hand               | 1938           | 18.319.651    |          |
| 5        | La Grande Vadrouille                              | Gérard Oury              | 1966           | 17.267.607    |          |
| 6        | Cuốn theo chiều gió                               | Victor Fleming           | 1950           | 16.719.236    |          |
| 7        | Once Upon a Time in the West                      | Sergio Leone             | 1969           | 14.862.764    |          |
| 8        | Avatar                                            | James Cameron            | 2009           | 14.775.990    |          |
| 9        | Cậu bé rừng xanh                                  | Wolfgang Reitherman      | 1967           | 14.695.741    |          |
| 10       | 101 con chó đốm                                   | Clyde Geronimi           | 1961           | 14.660.594    |          |
| 11       | Astérix & Obélix: Mission Cléopâtre               | Alain Chabat             | 2002           | 14.559.509    |          |
| 12       | The Ten Commandments                              | Cecil B. DeMille         | 1958           | 14.229.745    |          |
| 13       | Ben-Hur                                           | William Wyler            | 1960           | 13.826.124    |          |
| 14       | Les Visiteurs                                     | Jean-Marie Poiré         | 1993           | 13.782.991    |          |
| 15       | Cầu sông Kwai                                     | David Lean               | 1957           | 13.481.750    |          |
| 16       | Cô bé Lọ Lem                                      | Hamilton Luske           | 1950           | 13.226.772    |          |
| 17       | Le Petit Monde de Don Camillo                     | Julien Duvivier          | 1952           | 12.791.168    |          |
| 18       | Gia đình mèo quý tộc                              | Wolfgang Reitherman      | 1971           | 12.481.726    |          |
| 19       | Qu'est-ce qu'on a fait au Bon Dieu ?              | Philippe de Chauveron    | 2014           | 12.353.181    |          |
| 20       | The Longest Day                                   | Ken Annakin              | 1962           | 11.933.629    |          |
| 21       | Le Corniaud                                       | Gérard Oury              | 1965           | 11.739.629    |          |
| 22       | Cô tiểu thư và tên du đãng                        | Clyde Geronimi           | 1955           | 11.175.716    |          |
| 23       | Vua sư tử                                         | Roger Allers             | 1994           | 10.716.947    |          |
| 24       | Bambi                                             | David Hand               | 1948           | 10.679.571    |          |
| 25       | Les Bronzés 3 - Amis pour la vie                  | Patrice Leconte          | 2006           | 10.355.930    |          |
| 26       | Taxi 2                                            | Gerard Krawczyk          | 2000           | 10.345.901    |          |
| 27       | Trois hommes et un couffin                        | Coline Serreau           | 1985           | 10.251.465    |          |
| 28       | The Guns of Navarone                              | J. Lee Thompson          | 1961           | 10.197.729    |          |
| 29       | Les Misérables                                    | Jean-Paul Le Chanois     | 1957           | 9.940.533     |          |
| 30       | La Guerre des boutons                             | Yves Robert              | 1962           | 9.936.391     |          |
| 31       | Bác sĩ Zhivago                                    | David Lean               | 1966           | 9.816.054     |          |
| 32       | 20,000 Leagues Under the Sea                      | Richard Fleischer        | 1955           | 9.619.259     |          |
| 33       | Đi tìm Nemo                                       | Andrew Stanton           | 2003           | 9.528.033     |          |
| 34       | The Greatest Show on Earth                        | Cecil B. DeMille         | 1952           | 9.488.114     |          |
| 35       | Harry Potter và Hòn đá Phù thủy                   | Chris Colombus           | 2001           | 9.470.090     |          |
| 36       | E.T. the Extra-Terrestrial                        | Steven Spielberg         | 1982           | 9.415.886     |          |
| 37       | Le Dîner de cons                                  | Francis Veber            | 1998           | 9.247.001     |          |
| 38       | Le Grand Bleu                                     | Luc Besson               | 1988           | 9.194.343     |          |
| 39       | Harry Potter và Phòng chứa Bí mật                 | Chris Colombus           | 2002           | 9.144.701     |          |
| 40       | L'Ours                                            | Jean Jacques Annaud      | 1988           | 9.136.266     |          |
| 41       | Astérix et Obélix contre César                    | Claude Zidi              | 1999           | 8.948.624     |          |
| 42       | Emmanuelle                                        | Just Jaeckin             | 1974           | 8.893.996     |          |
| 43       | La Vache et le Prisonnier                         | Henri Verneuil           | 1959           | 8.844.199     |          |
| 44       | The Great Escape                                  | John Sturges             | 1963           | 8.756.631     |          |
| 45       | Câu chuyện phía Tây                               | Robert Wise              | 1962           | 8.719.610     |          |
| 46       | Le Bataillon du ciel                              | Alexander Esway          | 1947           | 8.649.691     |          |
| 47       | Cuộc đời tuyệt vời của Amélie Poulain             | Jean-Pierre Jeunet       | 2001           | 8.636.041     |          |
| 48       | Les Choristes                                     | Christophe Barratier     | 2004           | 8.636.013     |          |
| 49       | For Whom the Bell Tolls                           | Sam Wood                 | 1947           | 8.274.596     |          |
| 50       | The Great Dictator                                | Charles Chaplin          | 1945           | 8.269.894     |          |
| 51       | Rien à déclarer                                   | Dany Boon                | 2011           | 8.150.825     |          |
| 52       | Violettes impériales                              | Richard Pottier          | 1952           | 8.125.766     |          |
| 53       | Les Visiteurs 2: Les Couloirs du temps            | Jean-Marie Poiré         | 1998           | 8.043.129     |          |
| 54       | Bóng ma đe dọa                                    | George Lucas             | 1999           | 7.924.857     |          |
| 55       | Un indien dans la ville                           | Hervé Palud              | 1994           | 7.870.802     |          |
| 56       | Tarzan                                            | Kevin Lima               | 1999           | 7.859.751     |          |
| 57       | Chú chuột đầu bếp                                 | Brad Bird                | 2007           | 7.845.210     |          |
| 58       | Pinocchio                                         | Hamilton Luske           | 1946           | 7.835.702     |          |
| 59       | La Vérité si je mens ! 2                          | Thomas Gilou             | 2001           | 7.826.393     |          |
| 60       | Le Gendarme de Saint-Tropez                       | Jean Girault             | 1964           | 7.809.334     |          |
| 61       | Kỷ băng hà 3: Khủng long thức giấc                | Carlos Saldanha          | 2009           | 7.803.757     |          |
| 62       | Giác quan thứ sáu                                 | M.Night Shyamalan        | 2000           | 7.799.130     |          |
| 63       | Le Comte de Monte-Cristo                          | Robert Vernay            | 1955           | 7.780.642     |          |
| 64       | Harry Potter và Chiếc cốc lửa                     | Mike Newell              | 2005           | 7.731.601     |          |
| 65       | Le Cinquième Élément                              | Luc Besson               | 1997           | 7.727.697     |          |
| 66       | A Clockwork Orange                                | Stanley Kubrick          | 1971           | 7.602.396     |          |
| 67       | Les Bidasses en folie                             | Claude Zidi              | 1971           | 7.460.911     |          |
| 68       | La Famille Bélier                                 | Eric Lartigau            | 2014           | 7.450.944     |          |
| 69       | Le Retour de Don Camillo                          | Julien Duvivier          | 1953           | 7.425.550     |          |
| 70       | The Lord of the Rings: The Return of the King     | Peter Jackson            | 2003           | 7.393.904     |          |
| 71       | Les Aventures de Rabbi Jacob                      | Gerard Oury              | 1973           | 7.295.727     |          |
| 72       | Aladdin                                           | R.Clements / J.Musker    | 1993           | 7.280.423     |          |
| 73       | Khiêu vũ với bầy sói                              | Kevin Costner            | 1991           | 7.280.124     |          |
| 74       | Peter Pan                                         | Clyde Geronimi           | 1949           | 7.255.475     |          |
| 75       | Star Wars Episode III: Revenge of the Sith        | George Lucas             | 2005           | 7.247.809     |          |
| 76       | Jean de Florette                                  | Claude Berri             | 1986           | 7.223.657     |          |
| 77       | Nhân viên cứu hộ                                  | Wolfgang Reitherman      | 1977           | 7.219.476     |          |
| 78       | Shrek 2                                           | Andrew Adamson           | 2004           | 7.185.626     |          |
| 79       | Harry Potter và tên tù nhân ngục Azkaban          | Alfonso Cuaron           | 2004           | 7.138.548     |          |
| 80       | Samson and Delilah                                | Cecil B. DeMille         | 1951           | 7.116.442     |          |
| 81       | Joan of Arc                                       | Victor Fleming           | 1949           | 7.092.586     |          |
| 82       | La Chèvre                                         | Francis Veber            | 1981           | 7.079.674     |          |
| 83       | The Lord of the Rings: The Two Towers             | Peter Jackson            | 2002           | 7.070.194     |          |
| 84       | Monsieur Vincent                                  | Maurice Cloche           | 1947           | 7.055.290     |          |
| 85       | The Magnificent Seven                             | John Sturges             | 1961           | 7.037.826     |          |
| 86       | Jour de fête                                      | Jacques Tati             | 1949           | 7.027.487     |          |
| 87       | Tử địa Skyfall                                    | Sam Mendes               | 2012           | 7.003.902     |          |
| 88       | Les Grandes Vacances                              | Jean Girault             | 1967           | 6.986.917     |          |
| 89       | Si Versailles m'était conté...                    | Sacha Guitry             | 1954           | 6.986.788     |          |
| 90       | The Lord of the Rings: The Fellowship of the Ring | Peter Jackson            | 2001           | 6.951.441     |          |
| 91       | Le Salaire de la peur                             | Henri-Georges Clouzot    | 1953           | 6.944.306     |          |
| 92       | Les Trois frères                                  | Bernard Campan           | 1995           | 6.897.098     |          |
| 93       | Michel Strogoff                                   | Carmine Gallone          | 1956           | 6.868.854     |          |
| 94       | Thằng gù nhà thờ Đức Bà                           | Gary Trousdale           | 1996           | 6.833.195     |          |
| 95       | Le gendarme se marie                              | Jean Girault             | 1968           | 6.828.626     |          |
| 96       | Astérix aux Jeux olympiques                       | T.Langmann / F.Forestier | 2008           | 6.817.803     |          |
| 97       | Mission spéciale                                  | Maurice de Canonge       | 1946           | 6.781.120     |          |
| 98       | Fanfan Hoa Tulip                                  | Christian-Jaque          | 1952           | 6.726.744     |          |
| 99       | Công viên khủng long                              | Steven Spielberg         | 1993           | 6.715.810     |          |
| 100      | The Exorcist                                      | William Friedkin         | 1974           | 6.699.322     |          |

## 100 phim Pháp ăn khách nhất tại Pháp
| Thứ hạng | Tên phim                               | Đạo diễn                        | Năm công chiếu | Tổng khán giả | Quốc gia |
| -------- | -------------------------------------- | ------------------------------- | -------------- | ------------- | -------- |
| 1        | Bienvenue chez les Ch'tis              | Dany Boon                       | 2008           | 20.489.303    |          |
| 2        | Intouchables                           | Olivier Nakache / Eric Toledano | 2011           | 19.490.688    |          |
| 3        | La Grande Vadrouille                   | Gérard Oury                     | 1966           | 17.267.607    |          |
| 4        | Astérix & Obélix: Mission Cléopâtre    | Alain Chabat                    | 2002           | 14.559.509    |          |
| 5        | Les Visiteurs                          | Jean-Marie Poiré                | 1993           | 13.782.991    |          |
| 6        | Le Petit Monde de Don Camillo          | Julien Duvivier                 | 1952           | 12.791.168    |          |
| 7        | Qu'est-ce qu'on a fait au Bon Dieu ?   | Philippe de Chauveron           | 2014           | 12.353.181    |          |
| 8        | Le Corniaud                            | Gérard Oury                     | 1965           | 11.739.783    |          |
| 9        | Les Bronzés 3 - Amis pour la vie       | Patrice Leconte                 | 2006           | 10.355.928    |          |
| 10       | Taxi 2                                 | Gérard Krawczyk                 | 2000           | 10.345.901    |          |
| 11       | Trois hommes et un couffin             | Coline Serreau                  | 1985           | 10.251.465    |          |
| 12       | Les Misérables                         | Jean-Paul Le Chanois            | 1957           | 9.940.533     |          |
| 13       | La Guerre des boutons                  | Yves Robert                     | 1962           | 9.936.391     |          |
| 14       | Le Dîner de cons                       | Francis Veber                   | 1998           | 9.247.001     |          |
| 15       | Le Grand Bleu                          | Luc Besson                      | 1988           | 9.194.343     |          |
| 16       | L'Ours                                 | Jean Jacques Annaud             | 1988           | 9.136.266     |          |
| 17       | Astérix et Obélix contre César         | Claude Zidi                     | 1999           | 8.948.624     |          |
| 18       | Emmanuelle                             | Just Jaeckin                    | 1974           | 8.893.996     |          |
| 19       | La Vache et le Prisonnier              | Henri Verneuil                  | 1959           | 8.844.199     |          |
| 20       | Le Bataillon du ciel                   | Alexander Esway                 | 1947           | 8.649.691     |          |
| 21       | Le Fabuleux Destin d'Amélie Poulain    | Jean-Pierre Jeunet              | 2001           | 8.636.041     |          |
| 22       | Les Choristes                          | Christophe Barratier            | 2004           | 8.636.016     |          |
| 23       | Rien à déclarer                        | Dany Boon                       | 2011           | 8.150.825     |          |
| 24       | Violettes impériales                   | Richard Pottier                 | 1952           | 8.125.766     |          |
| 25       | Les Visiteurs 2: Les Couloirs du temps | Jean-Marie Poiré                | 1998           | 8.043.129     |          |
| 26       | Un indien dans la ville                | Hervé Palud                     | 1994           | 7.870.802     |          |
| 27       | La Vérité si je mens ! 2               | Thomas Gilou                    | 2001           | 7.826.393     |          |
| 28       | Le Gendarme de Saint-Tropez            | Jean Girault                    | 1964           | 7.809.334     |          |
| 29       | Le Comte de Monte-Cristo               | Robert Vernay                   | 1955           | 7.780.642     |          |
| 30       | Le Cinquième Élément                   | Luc Besson                      | 1997           | 7.727.697     |          |
| 31       | Les Bidasses en folie                  | Claude Zidi                     | 1971           | 7.460.911     |          |
| 32       | La Famille Bélier                      | Eric Lartigau                   | 2014           | 7.450.944     |          |
| 33       | Le Retour de Don Camillo               | Julien Duvivier                 | 1953           | 7.425.550     |          |
| 34       | Les Aventures de Rabbi Jacob           | Gérard Oury                     | 1973           | 7.295.727     |          |
| 35       | Jean de Florette                       | Claude Berri                    | 1986           | 7.223.657     |          |
| 36       | La Chèvre                              | Francis Veber                   | 1981           | 7.079.674     |          |
| 37       | Monsieur Vincent                       | Maurice Cloche                  | 1947           | 7.055.290     |          |
| 38       | Jour de fête                           | Jacques Tati                    | 1949           | 7.027.487     |          |
| 39       | Les Grandes Vacances                   | Jean Girault                    | 1967           | 6.986.917     |          |
| 40       | Si Versailles m'était conté...         | Sacha Guitry                    | 1954           | 6.986.788     |          |
| 41       | Le Salaire de la peur                  | Henri-Georges Clouzot           | 1953           | 6.944.306     |          |
| 42       | Les Trois frères                       | Bernard Campan                  | 1995           | 6.897.098     |          |
| 43       | Michel Strogoff                        | Carmine Gallone                 | 1956           | 6.868.854     |          |
| 44       | Le gendarme se marie                   | Jean Girault                    | 1968           | 6.828.626     |          |
| 45       | Astérix aux Jeux olympiques            | T.Langmann / F.Forestier        | 2008           | 6.817.803     |          |
| 46       | Mission spéciale                       | Maurice de Canonge              | 1946           | 6.781.120     |          |
| 47       | Fanfan Hoa Tulip                       | Christian-Jaque                 | 1952           | 6.726.744     |          |
| 48       | Nous irons à Paris                     | Jean Boyer                      | 1950           | 6.658.693     |          |
| 49       | Manon des sources                      | Claude Berri                    | 1986           | 6.645.177     |          |
| 50       | Taxi                                   | Gérard Pirès                    | 1998           | 6.522.121     |          |
| 51       | Arthur et les Minimoys                 | Luc Besson                      | 2006           | 6.396.989     |          |
| 52       | La Cuisine au beurre                   | Gilles Grangier                 | 1963           | 6.396.529     |          |
| 53       | La Symphonie pastorale                 | Jean Delannoy                   | 1946           | 6.373.123     |          |
| 54       | La Gloire de mon père                  | Yves Robert                     | 1990           | 6.291.402     |          |
| 55       | Le Gendarme et les Extra-terrestres    | Jean Girault                    | 1979           | 6.280.070     |          |
| 56       | Pas si bête                            | André Berthomieu                | 1946           | 6.195.419     |          |
| 57       | Marche à l'ombre                       | Michel Blanc                    | 1985           | 6.168.425     |          |
| 58       | Germinal                               | Claude Berri                    | 1993           | 6.161.776     |          |
| 59       | Taxi 3                                 | Gérard Krawczyk                 | 2003           | 6.151.691     |          |
| 60       | La Chatreuse de Parme                  | Christian-Jaque                 | 1948           | 6.151.521     |          |
| 61       | Le Père tranquille                     | René Clément                    | 1946           | 6.138.877     |          |
| 62       | Oscar                                  | Edouard Molinaro                | 1967           | 6.122.041     |          |
| 63       | Mourir d'aimer                         | André Cayatte                   | 1970           | 5.912.404     |          |
| 64       | Les Ripoux                             | Claude Zidi                     | 1984           | 5.882.397     |          |
| 65       | L'Aile ou la Cuisse                    | Claude Zidi                     | 1976           | 5.842.400     |          |
| 66       | Le Bossu                               | André Hunebelle                 | 1959           | 5.826.584     |          |
| 67       | Les Anges gardiens                     | Jean-Marie Poiré                | 1995           | 5.793.034     |          |
| 68       | Les Fous du stade                      | Claude Zidi                     | 1972           | 5.744.270     |          |
| 69       | Andalousie                             | Robert Vernay                   | 1951           | 5.735.113     |          |
| 70       | La Bataille du rail                    | René Clément                    | 1946           | 5.727.203     |          |
| 71       | Les Valseuses                          | Bertrand Blier                  | 1974           | 5.726.031     |          |
| 72       | À nous les petites anglaises           | Michel Lang                     | 1977           | 5.704.446     |          |
| 73       | La Vérité                              | Henri-Georges Clouzot           | 1960           | 5.692.390     |          |
| 74       | Notre-Dame de Paris                    | Jean Delannoy                   | 1956           | 5.687.222     |          |
| 75       | La Folie des grandeurs                 | Gérard Oury                     | 1971           | 5.562.576     |          |
| 76       | Le Cerveau                             | Gérard Oury                     | 1969           | 5.547.305     |          |
| 77       | Quai des Orfèvres                      | Henri-Georges Clouzot           | 1947           | 5.544.721     |          |
| 78       | Le Petit Baigneur                      | Robert Dhéry                    | 1968           | 5.542.796     |          |
| 79       | Le Petit Nicolas                       | Laurent Tirard                  | 2009           | 5.520.562     |          |
| 80       | Le Gendarme à New York                 | Jean Girault                    | 1965           | 5.495.045     |          |
| 81       | Camping                                | Fabien Onteniente               | 2006           | 5.491.412     |          |
| 82       | Les Petits Mouchoirs                   | Guillaume Canet                 | 2010           | 5.457.251     |          |
| 83       | L'As des as                            | Gérard Oury                     | 1982           | 5.452.593     |          |
| 84       | La Cage aux folles                     | Edouard Molinaro                | 1978           | 5.406.614     |          |
| 85       | Napoléon                               | Sacha Guitry                    | 1954           | 5.405.252     |          |
| 86       | Papa, maman, la bonne et moi           | Jean-Paul Le Chanois            | 1954           | 5.374.131     |          |
| 87       | La Bataille de l'eau lourde            | Jean Dréville                   | 1948           | 5.373.377     |          |
| 88       | Ba chàng lính ngự lâm                  | André Hunebelle                 | 1953           | 5.354.839     |          |
| 89       | Les Spécialistes                       | Patrice Leconte                 | 1985           | 5.319.564     |          |
| 90       | Le Placard                             | Francis Veber                   | 2000           | 5.317.858     |          |
| 91       | Sur la piste du Marsupilami            | Alain Chabat                    | 2012           | 5.304.366     |          |
| 92       | Les Grandes Manœuvres                  | René Clair                      | 1955           | 5.302.076     |          |
| 93       | La Jument verte                        | Claude Autant-Lara              | 1959           | 5.272.066     |          |
| 94       | Supercondriaque                        | Dany Boon                       | 2014           | 5.268.881     |          |
| 95       | Le Professionnel                       | Georges Lautner                 | 1980           | 5.243.511     |          |
| 96       | La Môme                                | Olivier Dahan                   | 2007           | 5.242.769     |          |
| 97       | Lucy                                   | Luc Besson                      | 2014           | 5.201.019     |          |
| 98       | Le Pacte des loups                     | Christophe Gans                 | 2001           | 5.179.174     |          |
| 99       | Le Capitan                             | André Hunebelle                 | 1960           | 5.177.612     |          |
| 100      | Le Dernier Tango à Paris               | Bernardo Bertolucci             | 1971           | 5.150.995     |          |

Theo thống kê trên thì các diễn viên góp mặt nhiều nhất trong top 100 là Louis de Funès (15 phim), Bourvil (11 phim), Gérard Depardieu (10 phim).